# 2012년 대한민국 FA컵
2012년 대한민국 FA컵 (공식 대회명칭: 2012 하나은행 FA CUP)은 대한축구협회에서 주관한 컵 대회인 FA컵의 17번째 시즌이며 전신인 전국선수권대회 (2001년 통합)을 포함할 시 67번째 대회이다. 프로 구단 이외에 실업, 대학, 아마추어 성인 구단이 모두 참여하여 2012년 대한민국 성인축구 최강팀을 가리는 대회이다. 우승 팀에게는 이듬해 AFC 챔피언스리그 조별 리그 출전티켓이 주어지게 된다.
포항은 10월 20일 포항스틸야드에서 열린 경남 FC와의 결승전에서 연장 120분 혈투의 종료 직전 박성호의 결승골에 힘입어 1-0으로 승리하여 대회 우승을 차지하였다.
이로써 포항은 통산 FA컵 최다 우승의 반열에 올랐다. 이는 전북 현대 모터스(2000년, 2003년, 2005년)와 전남 드래곤즈(1997년, 2006년, 2007년), 수원 삼성 블루윙즈(2002년, 2009년, 2010년)에 이은 네 번째 기록이었다.

## 예선 경기 결과

### 1라운드
| 2012년 3월 17일 | 포천 시민축구단        | 2 - 0 | 울산대학교 | 포천종합운동장 |  |  |
|                 | 강석구 5′ · 황헌주 20′ |       |            |                |  |  |
|                 |                        |       |            |                |  |  |

| 2012년 3월 17일 | 춘천 FC   | 1 - 2 | 고려대학교              | 춘천종합운동장 |  |  |
|                 | 최영동 5′ |       | 박종원 17′ · 안진범 83′ |                |  |  |
|                 |           |       |                         |                |  |  |

| 2012년 3월 17일 | 서울 유나이티드        | 2 - 4 | 한남대학교                               | 마들스타디움 |  |  |
|                 | 정지수 7′ · 정정현 87′ |       | 조우진 47′ 59′ · 이민수 56′ · 이재영 90′ |              |  |  |
|                 |                        |       |                                          |              |  |  |

| 2012년 3월 17일 | 이천 시민축구단             | 3 - 2 | 홍익대학교     | 이천종합운동장 |  |  |
|                 | 박천신 12′ 34′ · 김승철 97′ |       | 조준재 89′ 97′ |                |  |  |
|                 |                             |       |                |                |  |  |

| 2012년 3월 17일 | 청주 직지 FC                         | 3 - 1 | 아주대학교 | 청주용정축구공원 |  |  |
|                 | 정배근 45′ · 김희중 74′ · 이진원 86′ |       | 허재녕 59′ |                  |  |  |
|                 |                                      |       |            |                  |  |  |

| 2012년 3월 18일 | 성균관대학교                                                                          | 8 - 0 | 서울 FC 마르티스 | 효창운동장 |  |  |
|                 | 이형진 10′ · 한홍규 20′, 44′ · 황인욱 34′ · 김상필 47′, 71′ · 김준영 51′ · 김성현 73′ |       |                  |            |  |  |
|                 |                                                                                       |       |                  |            |  |  |

| 2012년 3월 18일 | 부천 FC 1995 | 0 - 4 | 경찰                                             | 효창운동장 |  |  |
|                 |              |       | 김제환 7′ · 김문수 58′ · 양동현 78′ · 김두현 89′ |            |  |  |
|                 |              |       |                                                  |            |  |  |

| 2012년 3월 18일 | 양주 시민축구단                      | 3 - 1 | 동국대학교 | 고덕인조구장 |  |  |
|                 | 이영웅 39′ · 최영남 62′ · 조영민 74′ |       | 추평강 10′ |              |  |  |
|                 |                                      |       |            |              |  |  |

### 2라운드
2라운드는 1라운드를 통과한 8 팀과 챌린저스리그 우승팀 경주 시민축구단 그리고 내셔널리그 하위 5 팀(김해시청, 용인시청, 안산 H, 목포시청, 충주 험멜)이 참가하였다. 추첨을 통해 대진이 결정되었는데 이 중 홈 팀으로 추첨된 한남대학교와 고려대학교는 홈 경기 개최를 신청하지 않아 각각 경주시민운동장과 포천종합운동장에서 경기가 열렸다.
| 2012년 4월 28일 KST 15:00 | 용인시청 | 0 - 4 | 경찰                                    | 용인시축구센터 |  |  |
|                           |          |       | 김영후 9′ 86′ · 김두현 20′ · 윤동민 26′ |                |  |  |
|                           |          |       |                                         |                |  |  |

| 2012년 4월 28일 KST 15:00 | 목포시청                                     | 5 - 1 | 성균관대학교 | 목포국제축구센터 |  |  |
|                           | 조건우 13′ 85′ · 권순학 38′ 45′ · 김현용 74′ |       | 김준 46′     |                  |  |  |
|                           |                                              |       |              |                  |  |  |

| 2012년 4월 28일 KST 19:00 | 김해시청  | 1 - 1 (5 - 4 승부차기) | 양주 시민축구단 | 김해운동장 |  |  |
|                           | 구현서 4′ |                        | 최영남 60′      |            |  |  |
|                           |           |                        |                 |            |  |  |

| 2012년 4월 28일 KST 15:00 | 청주 직지 FC | 1 - 0 (연장전) | 안산 H FC | 청주용정축구공원 |  |  |
|                           | 양정규 118′  |                |           |                  |  |  |
|                           |              |                |           |                  |  |  |

| 2012년 4월 28일 KST 15:00 | 한남대학교 | 1 - 1 (4 - 5 승부차기) | 경주 시민축구단 | 경주시민운동장 |  |  |
|                           | 이재영 25′ |                        | 김민섭 48′      |                |  |  |
|                           |            |                        |                 |                |  |  |

| 2012년 4월 28일 KST 15:00 | 이천 시민축구단 | 0 - 2 | 충주 험멜               | 이천종합운동장 |  |  |
|                           |                 |       | 김광현 55′ · 이하정 64′ |                |  |  |
|                           |                 |       |                         |                |  |  |

| 2012년 4월 28일 KST 15:00 | 고려대학교                                          | 4 - 2 | 포천 시민축구단 | 포천종합운동장 |  |  |
|                           | 박희성 30′ · 이재성 67′ · 이상협 80′ · 김우현 90+2′ |       | 강석구 54′ 90′  |                |  |  |
|                           |                                                     |       |                 |                |  |  |

## 본선 경기 결과
본선은 예선 2라운드를 통과한 7개 팀과 K리그 16개 팀, 내셔널리그 상위 9개 팀이 참가하여 녹아웃 토너먼트 방식으로 열린다.

### 32강전
본선 32강전은 2012년 5월 23일 19시 또는 19시 30분에 치러졌다. 이 중 상주 상무 피닉스와 울산 현대미포조선의 경기는 두 팀 모두 홈 경기 개최를 신청하지 않아 제3구장인 김천종합운동장에서 치러졌다.
| 2012년 5월 23일 KST 19:30 | 포항 스틸러스                                            | 4 - 0 | 청주 직지 FC | 포항스틸야드 |  |  |
|                           | 신형민 14′ (PK) · 아사모아 51′ · 고무열 66′ · 박성호 76′ |       |              |              |  |  |
|                           |                                                          |       |              |              |  |  |

| 2012년 5월 23일 KST 19:00 | 인천 유나이티드                    | 3 - 0 | 김해시청 | 인천축구전용경기장 |  |  |
|                           | 박준태 31′ · 설기현 70′ · 이보 78′ |       |          |                    |  |  |
|                           |                                    |       |          |                    |  |  |

| 2012년 5월 23일 KST 19:00 | 강원 FC    | 1 - 0 | 고려대학교 | 강릉종합운동장 |  |  |
|                           | 정성민 86′ |       |            |                |  |  |
|                           |            |       |            |                |  |  |

| 2012년 5월 23일 KST 19:30 | FC 서울                              | 3 - 0 | 목포시청 | 서울월드컵경기장 |  |  |
|                           | 몰리나 61′ · 하대성 83′ · 김현성 84′ |       |          |                  |  |  |
|                           |                                      |       |          |                  |  |  |

| 2012년 5월 23일 KST 19:30 | 수원 삼성 블루윙즈                                     | 5 - 2 | 강릉시청                | 수원월드컵경기장 |  |  |
|                           | 라돈치치 7′ · 조용태 27′ · 스테보 37′ 86′ · 박현범 43′ |       | 윤종필 14′ · 진창수 30′ |                  |  |  |
|                           |                                                        |       |                         |                  |  |  |

| 2012년 5월 23일 KST 19:00 | 전남 드래곤즈 | 1 - 0(연장) | 창원시청 | 광양축구전용구장 |  |  |
|                           | 코니 120+5′   |             |          |                  |  |  |
|                           |               |             |          |                  |  |  |

| 2012년 5월 23일 KST 19:00 | 성남 일화 천마                                                         | 5 - 1 | 수원시청     | 탄천종합운동장 |  |  |
|                           | 사샤 5′ · 한상운 14′ · 윤빛가람 57′ · 김성환 64′ · 조태우 77′ (자책골) |       | 임성택 45+1′ |                |  |  |
|                           |                                                                        |       |              |                |  |  |

| 2012년 5월 23일 KST 19:00 | 상주 상무 피닉스        | 2 - 1 | 울산 현대미포조선 돌고래 | 김천종합운동장 |  |  |
|                           | 유창현 56′ · 김재성 88′ |       | 이용준 75′               |                |  |  |
|                           |                         |       |                          |                |  |  |

| 2012년 5월 23일 KST 19:00 | 제주 유나이티드       | 2 - 1 | 인천 코레일 | 제주월드컵경기장 |  |  |
|                           | 심영성 41′ · 자일 56′ |       | 이승환 70′  |                  |  |  |
|                           |                       |       |             |                  |  |  |

| 2012년 5월 23일 KST 19:00 | 전북 현대 모터스                     | 3 - 1 | 천안시청   | 전주월드컵경기장 |  |  |
|                           | 에닝요 20′ · 정성훈 36′ · 이강진 70′ |       | 김본광 85′ |                  |  |  |
|                           |                                      |       |            |                  |  |  |

| 2012년 5월 23일 KST 19:00                                    | 부산교통공사             | 2 - 2 (4 - 5 승부차기)                                       | 경남 FC                 | 구덕운동장 |  |  |
|                                                              | 김경춘 37′ · 차철호 108′ |                                                              | 까이끼 45′ · 김인한 98′ |            |  |  |
|                                                              |                          | 승부차기                                                     |                         |            |  |  |
| 권용혁 · 박혁순 · 강진규 · 주기호 · 박승민 · 윤태현 · 김현수 |                          | 까이끼 · 조재철 · 김인한 · 최현연 · 강승조 · 강민혁 · 김병지 |                         |            |  |  |
|                                                              |                          |                                                              |                         |            |  |  |

| 2012년 5월 23일 KST 19:30 | 부산 아이파크 | 0 - 1 | 고양 KB국민은행 | 부산아시아드주경기장 |  |  |
|                           |               |       | 이재원 66′      |                      |  |  |
|                           |               |       |                 |                      |  |  |

| 2012년 5월 23일 KST 19:30 | 울산 현대  | 1 - 0 | 대전 한국수력원자력 | 울산문수축구경기장 |  |  |
|                           | 김신욱 38′ |       |                     |                    |  |  |
|                           |            |       |                     |                    |  |  |

| 2012년 5월 23일 KST 19:00 | 대구 FC                              | 3 - 1 | 경찰       | 대구스타디움 |  |  |
|                           | 이진호 17′ · 송제헌 28′ · 김대열 59′ |       | 양동현 71′ |              |  |  |
|                           |                                      |       |            |              |  |  |

| 2012년 5월 23일 KST 19:00 | 충주 험멜               | 2 - 4 | 광주 FC                                  | 충주공설운동장 |  |  |
|                           | 김성준 44′ · 강두호 71′ |       | 안성남 27′ · 복이 45+2′ 62′ · 이한샘 77′ |                |  |  |
|                           |                         |       |                                          |                |  |  |

| 2012년 5월 23일 KST 19:00 | 대전 시티즌         | 2 - 1 | 경주 시민축구단 | 대전월드컵경기장 |  |  |
|                           | 바바 32′ · 케빈 36′ |       | 최석민 44′      |                  |  |  |
|                           |                     |       |                 |                  |  |  |

### 16강전
본선 16강전은 2012년 6월 20일 19시 또는 19시 30분에 치러졌다.
| 2012년 6월 20일 KST 19:30 | 경남 FC    | 1 - 0 | 강원 FC | 창원축구센터 |  |  |
|                           | 윤일록 26′ |       |         |              |  |  |
|                           |            |       |         |              |  |  |

| 2012년 6월 20일 KST 19:00 | 전북 현대 모터스 | 1 - 0 | 전남 드래곤즈 | 전주월드컵경기장 |  |  |
|                           | 이동국 44′       |       |               |                  |  |  |
|                           |                  |       |               |                  |  |  |

| 2012년 6월 20일 KST 19:00 | 제주 유나이티드         | 2 - 0 | 대구 FC | 제주월드컵경기장 |  |  |
|                           | 서동현 32′ · 산토스 87′ |       |         |                  |  |  |
|                           |                         |       |         |                  |  |  |

| 2012년 6월 20일 KST 19:00 | 성남 일화 천마 | 1 - 2 | 울산 현대                 | 탄천종합운동장 |  |  |
|                           | 에벨톤 6′      |       | 김신욱 88′ · 마라냥 90+1′ |                |  |  |
|                           |                |       |                           |                |  |  |

| 2012년 6월 20일 KST 19:30 | FC 서울 | 0 - 2 | 수원 삼성 블루윙즈               | 서울월드컵경기장 |  |  |
|                           |         |       | 김주영 40′ (자책골) · 스테보 53′ |                  |  |  |
|                           |         |       |                                  |                  |  |  |

| 2012년 6월 20일 KST 19:30                         | 인천 유나이티드 | 2 - 2 (3 - 4 승부차기)                              | 고양 KB국민은행         | 인천축구전용경기장 |  |  |
|                                                   | 김재웅 12′ 44′  |                                                     | 하정헌 31′ · 정다슬 72′ |                    |  |  |
|                                                   |                 | 승부차기                                            |                         |                    |  |  |
| 이보 · 주현재 · 김태윤 · 구본상 · 남일우 · 최종환 |                 | 이상우 · 이수환 · 박병원 · 박성진 · 이재원 · 황호령 |                         |                    |  |  |
|                                                   |                 |                                                     |                         |                    |  |  |

| 2012년 6월 20일 KST 19:00             | 대전 시티즌            | 2 - 2 (4 - 2 승부차기)              | 상주 상무 피닉스                     | 대전월드컵경기장 |  |  |
|                                       | 강우람 26′ · 케빈 107′ |                                     | 알레산드로 67′ (자책골) · 이성재 98′ |                  |  |  |
|                                       |                        | 승부차기                            |                                      |                  |  |  |
| 김태연 · 김창훈 · 한그루 · 알레산드로 |                        | 김치곤 · 방대종 · 최효진 · 김용태 · |                                      |                  |  |  |
|                                       |                        |                                     |                                      |                  |  |  |

| 2012년 6월 20일 KST 19:30 | 포항 스틸러스                 | 3 - 1 | 광주 FC    | 포항스틸야드 |  |  |
|                           | 노병준 22′ 90+2′ · 고무열 59′ |       | 박정민 43′ |              |  |  |
|                           |                               |       |            |              |  |  |

### 8강전
본선 8강전은 2012년 8월 1일 19시 30분에 치러졌다.
| 2012년 8월 1일 KST 19:30 | 포항 스틸러스                        | 3 - 2 | 전북 현대 모터스       | 포항스틸야드 |  |  |
|                          | 노병준 12′ · 김광석 38′ · 황진성 74′ |       | 이동국 5′ · 서상민 62′ |              |  |  |
|                          |                                      |       |                        |              |  |  |

| 2012년 8월 1일 KST 19:30 | 대전 시티즌 | 1 - 2 | 제주 유나이티드        | 대전월드컵경기장 |  |  |
|                          | 케빈 89′    |       | 서동현 9′ · 배일환 41′ |                  |  |  |
|                          |             |       |                        |                  |  |  |

| 2012년 8월 1일 KST 19:30        | 경남 FC    | 1 - 1 (4 - 3 승부차기)            | 수원 삼성 블루윙즈 | 창원축구센터 |  |  |
|                                 | 강승조 68′ |                                   | 에벨톤 4′          |              |  |  |
|                                 |            | 승부차기                          |                    |              |  |  |
| 까이끼 · 루크 · 이재안 · 최현연 |            | 보스나 · 박현범 · 최재수 · 조동건 |                    |              |  |  |
|                                 |            |                                   |                    |              |  |  |

| 2012년 8월 1일 KST 19:30 | 울산 현대                                                           | 6 - 1 | 고양 KB 국민은행 | 울산문수축구경기장 |  |  |
|                          | 김신욱 7′ · 마라냥 45+2′ 63′ · 이근호 60′ · 하피냐 84′ · 고슬기 89′ |       | 이재원 87′       |                    |  |  |
|                          |                                                                     |       |                  |                    |  |  |

### 준결승전
본선 준결승전은 2012년 9월 1일 19시에 치러졌다.
| 2012년 9월 1일 KST 19:00 | 포항 스틸러스                   | 2 - 1 | 제주 유나이티드 | 포항스틸야드 |  |  |
|                          | 황진성 3′ · 한용수 76′ (자책골) |       | 자일 18′        |              |  |  |
|                          |                                 |       |                 |              |  |  |

| 2012년 9월 1일 KST 19:00 | 울산 현대 | 0 - 3 | 경남 FC                             | 울산문수축구경기장 |  |  |
|                          |           |       | 김인한 4′ · 까이끼 81′ · 윤일록 87′ |                    |  |  |
|                          |           |       |                                     |                    |  |  |

### 결승전
본선 결승전 경기는 2012년 10월 20일에 치러졌다.
| 2012년 10월 20일 KST 14:00 | 포항 스틸러스 | 1 - 0 (연장) | 경남 FC | 포항스틸야드 |  |  |
|                            | 박성호 119′   |              |         |              |  |  |
|                            |               |              |         |              |  |  |

| FA컵 2012 우승             |
| -------------------------- |
| 포항 스틸러스 세 번째 우승 |

## 각 라운드별 최우수선수 (MOR: Man of the Round) 수상자
| 라운드   | 선수   | 클럽            | 비고     |
| -------- | ------ | --------------- | -------- |
| 1라운드  | 김상필 | 성균관대학교    |          |
| 2라운드  | 권순학 | 목포시청        |          |
| 32강전   | 이재원 | 고양 KB국민은행 |          |
| 16강전   | 노병준 | 포항 스틸러스   |          |
| 8강전    | 황진성 | 포항 스틸러스   |          |
| 준결승전 | 김인한 | 경남 FC         |          |
| 결승전   | 황지수 | 포항 스틸러스   | 대회 MVP |

## 같이 보기
- 2012년 내셔널리그
- 2012년 K3리그
- 2012년 U리그